# Lịch sử Hungary
Hungary là một quốc gia ở Trung Âu. Lịch sử của nó theo tên này từ thời đầu Trung cổ, khi các lưu vực sông Pannonian bị những người Magyar chinh phục. Các vương quốc thời trung cổ của Hungary từ thế kỷ 14 đã bị suy yếu bởi sự mở rộng của Đế chế Ottoman, và sau khi chiến tranh kéo dài đã bị chia thành một phần Ottoman và một phần thuộc cai trị của Habsburg.
Sau khi sự thất bại của Đế chế Ottoman trước Habsburg Áo, các hoàng đế Habsburg đã trở thành người cai trị của tất cả các Hungary trong thế kỷ 18 và 19. Với sự sụp đổ của Áo-Hungary sau khi chiến tranh thế giới thứ I, Hungary giành được độc lập với tên Vương quốc của Hungary, sau khi kết thúc chiến tranh thế giới thứ II đã được chuyển đổi thành một phần của khối Đông Âu với tên Cộng hòa nhân dân Hungary. Kể từ khi cuộc cách mạng năm 1989, Hungary đã được một nước cộng hòa nghị viện, gia nhập Liên minh châu Âu vào năm 2004

## Thời kỳ Tiền Magyar (trước năm 896)

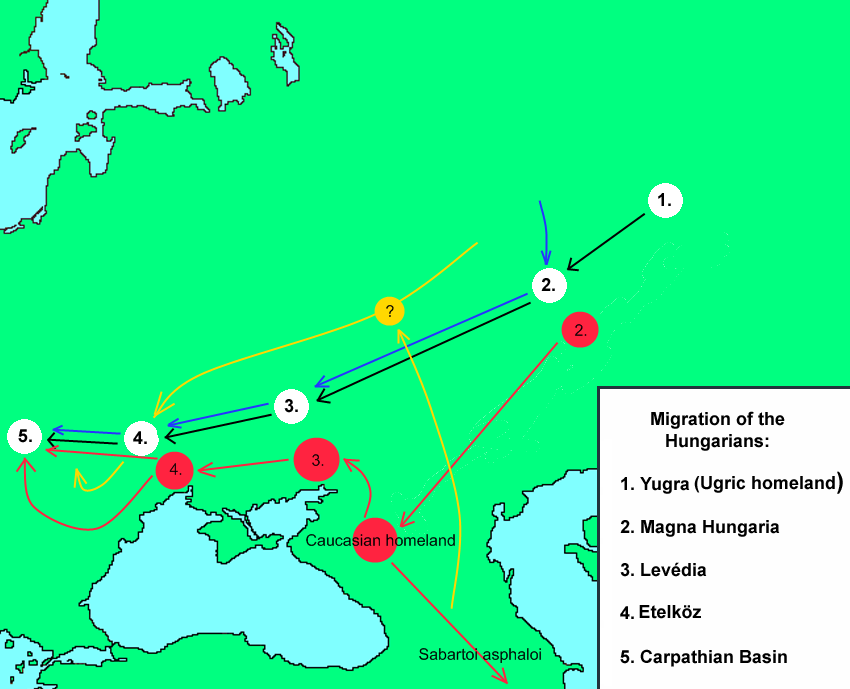
Quá trình di cư của người Hungary (Magyar)

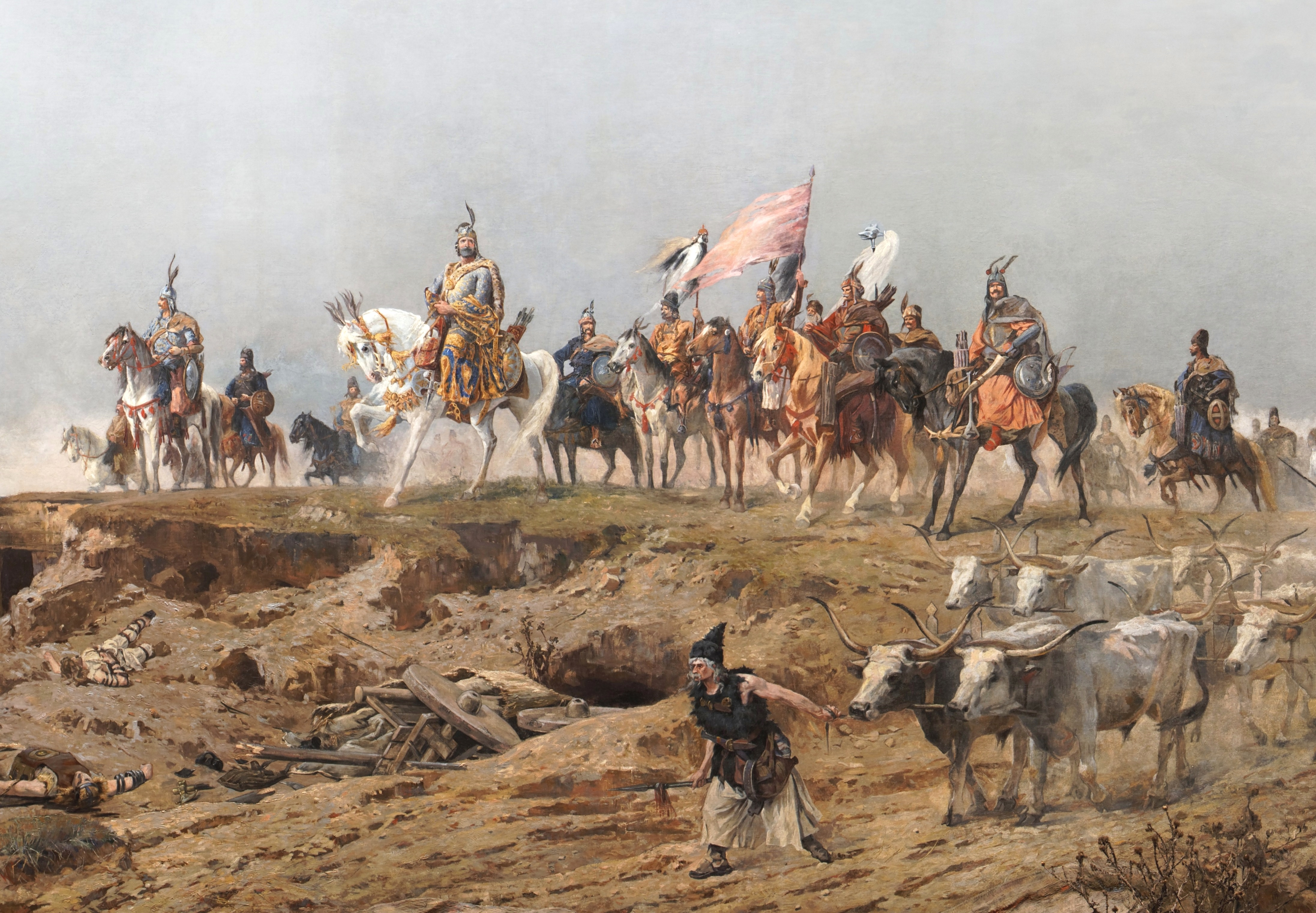
Người Hungary tiến vào đồng bằng Carpath

Sau khi Đế chế Tây La Mã sụp đổ trước sự xâm nhập của các bộ tộc Đức và Carpath, nhiều dân tộc khác nhau đã di chuyển đến châu Âu sinh sống. Một trong số sớm nhất đó là người Hung, những người đã xây dựng hẳn một đế chế hùng mạnh tại châu Âu với vị thủ lĩnh nổi tiếng Attila. Trước đây có ý kiến cho rằng Attila là vị vua đầu tiên khai sinh ra dân tộc Hungary nhưng ngày nay, nhiều ý kiến lịch sử lại cho rằng nguồn gốc tên gọi "Hungary" không phải đến từ bộ lạc du mục người Trung Á này mà bắt nguồn từ người Magyar (chính là người Hungary sau này) vào thế kỉ 7, lúc đó là một phần của Liên minh Bulgar với tên gọi On-Ogour, có nghĩa là "Mười Mũi Tên".
Sau khi đế chế của người Hung suy tàn, bộ tộc Đức Ostrogoth và sau đó là người Lombard đã đến vùng đồng bằng Pannonia, người Gepid đồng thời cũng hiện diện tại phía đông bồn địa Carpath trong vòng 100 năm. Vào năm 568, thủ lĩnh Bayan của người Avar thành lập nước Avar Khaganate hùng mạnh, chinh phục các dân tộc láng giềng. Đất nước này sau đó bị suy yếu bởi những cuộc chinh chiến liên miên rồi kết thúc sự tồn tại 250 năm sau đó khi người Frank dưới sự lãnh đạo của Charlemagne tiến vào chinh phục từ phía tây và người Bulgaria dưới sự lãnh đạo của Krum uy hiếp từ phía đông. Không một quốc gia nào được thành lập trên lãnh thổ Hungary sau đó cho đến khi Arpad (845 - 907), thủ lĩnh của người Magyar (Hungary) thống nhất các bộ lạc Magyar lại và tiến vào vùng đồng bằng Pannonia sinh sống năm 896.

## Hungary thời trung cổ (896 – 1526)

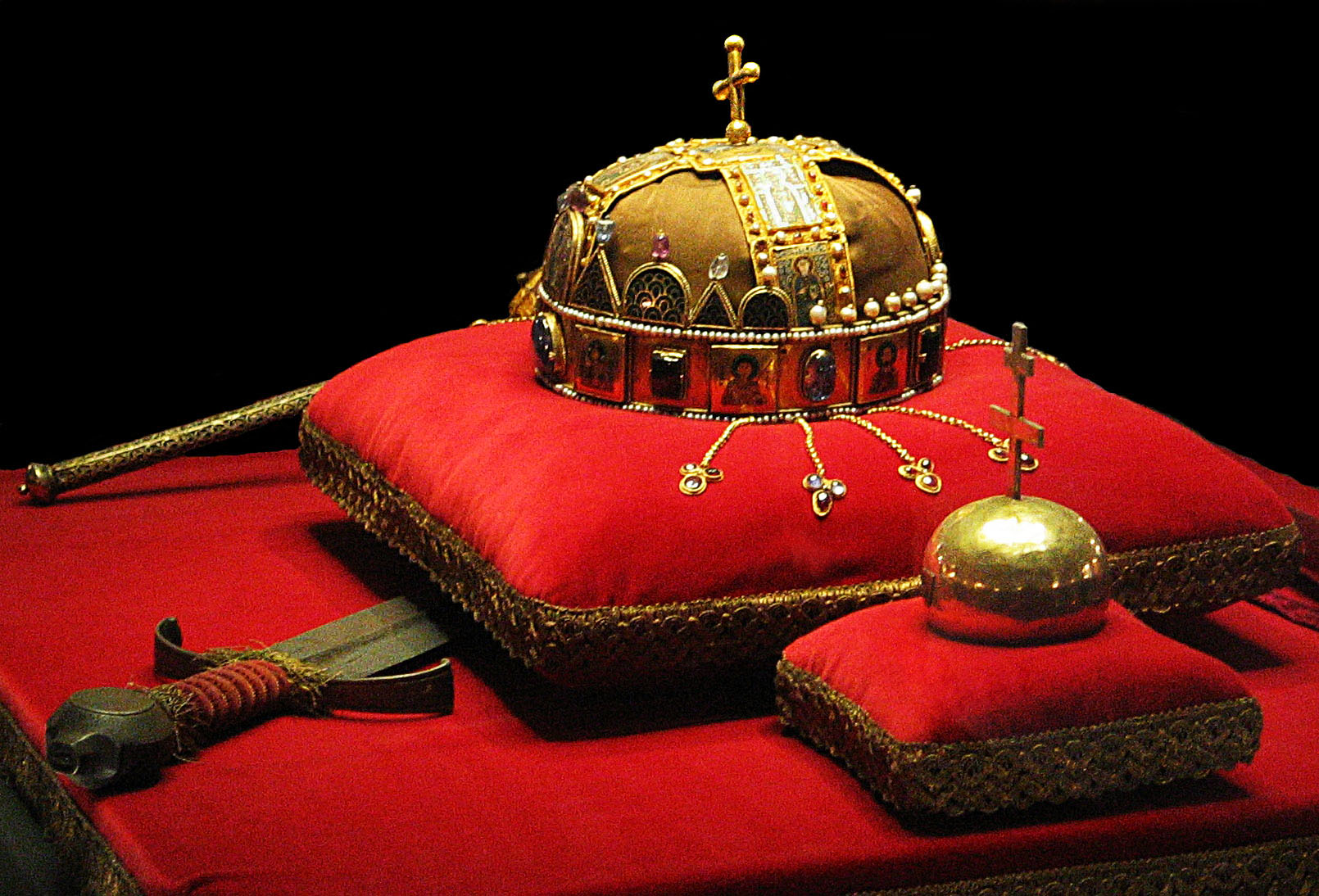
Vương miện thánh và các bảo vật của nhà vua Hungary

Hungary là một trong những quốc gia có lịch sử lâu đời nhất tại châu Âu. Đất nước này được thành lập năm 996, trước khi những tiểu vương quốc ở Pháp hay Đức được thành lập và sớm hơn cả sự thống nhất các vương quốc Anglo-Saxon tại đảo Anh. Nước Hungary trung cổ có diện tích lớn hơn nước Pháp và dân số đứng hàng thứ ba tại châu Âu lúc bấy giờ. Vào thế kỉ 9, Arpad, một thủ lĩnh người Magyar đã thống nhất các bộ lạc Magyar lại rồi đưa họ vào vùng đồng bằng Pannonia sinh sống. Với một lực lượng quân đội hùng mạnh, người Hungary đã mở nhiều cuộc chiến tranh chinh phục và thậm chí đã từng tấn công sang tận Tây Ban Nha. Đến thời hoàng tử Geza (970 - 997), ông đã quyết định đưa đất nước Hungary tiến theo mô hình chính trị và xã hội của các nước Tây Âu và trở thành một quốc gia Thiên chúa giáo.
Năm 1000 công nguyên, Vương quốc Hungary theo Đạo Thiên chúa được thành lập với sự kiện vua István I (975 - 1038) đăng quang năm 1000 với chiếc vương miện được gửi đến từ Giáo hoàng. Ông là con trai của Geza và mang dòng máu của thủ lĩnh Arpad. Năm 1006, vua István I củng cố quyền lực, tiêu diệt những người đối lập theo truyền thống tôn giáo nguyên thủy hoặc định liên minh với Đế chế Byzantine. Ông hoàn thành việc biến Hungary thành một nhà nước phong kiến theo Thiên chúa giáo, đồng thời mở rộng lãnh thổ và dân cư.
Năm 1222, vua Hungary András II sinh năm 1177, trị vì 1205 - 1235 khởi xướng Bộ luật Vàng (Golden Bull) của Hungary, có thể coi như bản hiến pháp đầu tiên trên lục địa châu Âu và tương tự như Magna Carta tại Anh mà sau đó, tất cả các vua Hungary khi đăng quang phải tuyên thệ. Bộ luật Vàng này hạn chế bởi quyền hạn của nhà vua và mở rộng quyền lực của giới quý tộc, hợp pháp hóa quyền bất tuân lệnh cũng như các quyền lợi khác của họ. Sau đó không lâu, Nghị viện Hungary được thành lập.
Khoảng năm 1241-1242, đất nước Hungary bị tàn phá nặng nề trước sự xâm lăng hung hãn của quân Mông Cổ, lúc đó đang tấn công khắp nhiều vùng đất từ châu Á đến châu Âu. Các nhà sử học đã ước tính có khoảng một nửa trong số 2 triệu dân của Hungary bấy giờ đã thiệt mạng trong chiến tranh. Sau khi quân Mông Cổ rút đi, vua Béla IV (sinh năm 1206, trị vì 1235-1270) đã củng cố lại sức mạnh phòng thủ của đất nước và cho xây dựng lại nhiều pháo đài bằng đá. Kết quả là khi người Mông Cổ lại sang xâm lấn năm 1286, họ đã bị hệ thống phòng thủ của người Hungary chặn lại và bị đánh thua tại Pest.
Vương triều Arpad tồn tại đến năm 1301 thì chấm dứt. Sau đó, vua Károly Róbert(1288-1342), người có họ ngoại với Arpad đã lên ngôi và trở thành vị vua đầu tiên của triều đại Angevin. Dưới sự cai trị của ông, nhiều chính sách tài chính và tiền tệ đã được tiến hành, thúc đẩy nền kinh tế Hungary phát triển, nhiều đô thị phát triển rực rỡ. Vị vua tiếp nới của triều đại Angevin là Lajos I Đại đế (sinh 1326, trị vì 1342-1382) đã đưa lãnh thổ Hungary mở rộng từ bờ Biển Đen đến biển Adriatic và sau đó còn trở thành vua của Ba Lan, tạo tiền đề cho mối quan hệ tốt đẹp giữa hai nước Hungary - Ba Lan.
Sau Ý, Hungary là quốc gia đầu tiên tại lục địa châu Âu xuất hiện phong trào Phục Hưng. Năm 1472, một xưởng in chính thức được thành lập tại thành phố Buda. Dưới triều vua Mátyás Corvin (sinh 1443, trị vì 1458-1490), Hungary trở thành một trung tâm văn hóa lớn của châu Âu. Thư viện Bibliotheca Corviniana là bộ sưu tập lớn nhất châu Âu các bộ biên niên sử, các tác phẩm triết học và khoa học trong thế kỉ 15. Thư viện này đã được UNESCO công nhận là Di sản văn hóa thế giới.
Vào cuối thế kỉ 15, Hungary bắt đầu suy tàn dưới sự cai trị của vị vua bất tài Ulászló II (sinh 1456, trị vì 1490 - 1516). Năm 1514, một cuộc khởi nghĩa nông dân bùng nổ tại Hungary nhưng sau đó bị giới quý tộc đàn áp đẫm máu. Trong khi đó, Đế chế Ottoman ngày một lớn mạnh và uy hiếp Hungary. Năm 1521, pháo đài quan trọng bậc nhất của Hungary tại Beograd ngày nay thất thủ, và đến năm 1526, quân đội Hungary bị tiêu diệt trong trận Mohács. Cuộc cải cách tôn giáo diễn ra cùng thời gian đó tại châu Âu càng khiến Hungary trở nên hỗn loạn và tiến đến bờ vực sụp đổ.

## Sự chiếm đóng của Ottoman giai đoạn 1526-1686
Thất bại tại trận Mohács với sự kiện vua Lajos II (1516 - 1526) tử trận đã mở đầu một thời kỳ hỗn loạn kéo dài tại đất nước Hungary. Giới quý tộc Hungary cùng lúc bầu lên hai vị vua là Ferdinand Habsburg (1526-1540) và János Szapolyai (1527-1540), hai bên xây dựng quân đội của riêng mình và đánh lẫn nhau khiến đất nước ngày càng suy yếu. Năm 1541, người Ottoman chinh phục được thành phố Buda và khiến Hungary vỡ thành ba mảnh: một phần ba ở phía tây bắc nằm dưới sự cai trị của triều đình Habsburg, một phần ba ở miền trung (thuộc lãnh thổ Hungary ngày nay) bị Ottoman và một phần ba ở phía đông trở thành Công quốc Transilvania, một nước lớn bán độc lập, chư hầu của Ottoman. Khoảng 150 năm sau đó, triều đình Habsburg đã giành lại toàn bộ quyền kiểm soát Hungary.
Trong thời gian này, thành phố Pozsony, tức Bratislava (thủ đô Slovakia ngày nay) đã trở thành thủ đô mới của Hungary. Thành phố Nagyszombat (nay là Trnava) trở thành một trung tâm tôn giáo lớn. Từ năm 1604 đến năm 1711, những cuộc chiến chống lại ách áp bức của người Áo cũng tăng lên, tiêu biểu là cuộc khởi nghĩa của Rakoczi Ferenc nhưng sau đó đã bị thất bại.

## Từ Cách mạng Hungary 1848 đến Đế chế Áo-Hung

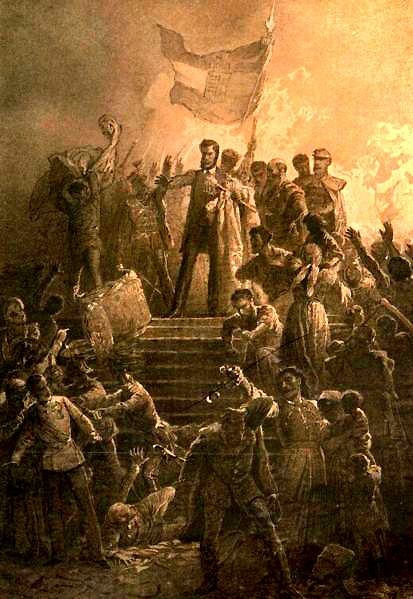
Cách mạng Hungary năm 1848

Ngày 15 tháng 3 năm 1848, những cuộc biểu tình lớn nổ ra trên các đường phố Pest và Buda trong cao trào cách mạng tư sản đang lan khắp châu Âu năm 1848. Đối mặt với những cuộc nổi dậy liên tiếp ngay tại chính kinh đô Viên, triều đình Habsburg đã phải tạm thời chấp nhận những yêu cầu của người Hungary. Nhưng sau khi cuộc cách mạng tại Áo bị đàn áp, triều đình Habsburg đã kích động người Croatia, Serbia và Romania chống lại chính phủ Hungary. Chính phủ cách mạng của Hungary cũng nhận được sự ủng hộ của một bộ phận lớn người Slovak, Đức, Rusyn, Do Thái. Tướng János Damjanich, một người Serbia đã trở thành người anh hùng lịch sử của dân tộc Hungary khi lãnh đạo một đội quân cách mạng của nước này. Lúc ban đầu, quân đội Hungary đã giành được một số thắng lợi bước đầu nhưng sau khi triều đình Habsburg cầu viện nước Nga, quân Nga hoàng đã tràn vào và dập tắt cuộc khởi nghĩa. Ngày 6 tháng 10 năm 1849, 13 vị tướng lĩnh trong quân đội cách mạng Hungary và thủ tướng Lajos Batthyany đã bị xử tử.
Sau khi nước Áo bị quân Phổ đánh bại năm 1866, để củng cố quyền lực của mình tại châu Âu, đế quốc Áo đã liên kết với vương quốc Hungary để thành lập Đế quốc Áo-Hung (năm 1867). Đế quốc Áo-Hung gồm 2 phần là Áo và Hungary, mỗi nước có chính phủ và các chính sách quân sự, đối ngoại riêng biệt với nhau. Thời kỳ này, Vương quốc Hungary đã có những bước tiến ấn tượng về mặt kinh tế, bước đầu được công nghiệp hóa mặc dù cơ cấu kinh tế vẫn chủ yếu dựa trên nông nghiệp, còn khá lạc hậu so với các nước tư bản Tây Âu.
Trong Chiến tranh thế giới thứ nhất, Áo-Hung chiến đấu bên phe Liên minh Trung tâm của Đế chế Đức, Bulgaria và Đế chế Ottoman. Những khó khăn về kinh tế, các thất bại quân sự cũng như sự bất mãn của người dân đã khiến Đế quốc Áo-Hung sụp đổ hoàn toàn vào năm 1918, trên cơ sở đó hình thành các quốc gia mới là Áo, Tiệp Khắc và Hungary.

## Hungary giữa hai cuộc thế chiến

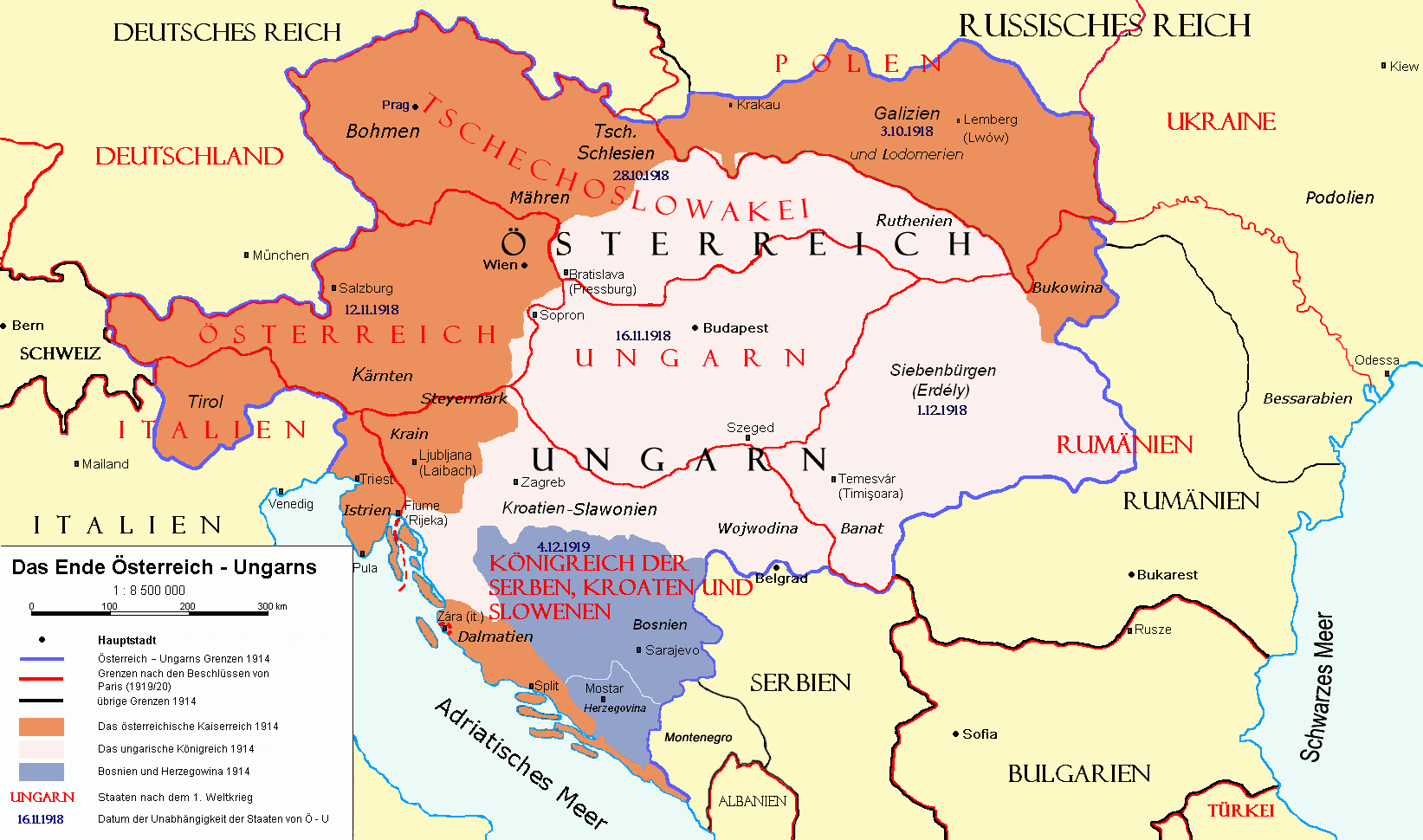
Sự khác nhau về biên giới giữa Vương quốc Hungary bên trong Đế chế Áo-Hung và Hungary độc lập sau Hòa ước Trianon

Vào tháng 3 năm 1919, những người cộng sản giành chính quyền ở Hungary. Vào tháng 4, Béla Kun tuyên bố thành lập Cộng hòa Xô viết Hungary, tuy nhiên chính thể xô viết này chỉ tồn tại được một thời gian ngắn ngủi.
Vào ngày 13 tháng 6 năm 1919, Hội nghị Hòa bình Versailles đã ra lệnh cho Hungary phải từ bỏ các lãnh thổ phía bắc và Romania phải rời khỏi Tiszántúl. Hungary đã tuân thủ mệnh lệnh đó tính cho đến ngày 30 tháng 6 năm 1919. Nhưng quân đội Romania đã từ chối không chịu rời khỏi Tiszántúl.
Chiến tranh nổ ra sau đó giữa Hungary và Romania đã dẫn tới thất bại của Hồng quân Hungary. Tính đến tháng 8 năm 1919, hơn một nửa của Hungary ngày nay, bao gồm cả Budapest, bị chiếm đóng bởi Romania. Sự chiếm đóng của quân Romania kéo dài đến tháng 11 năm 1919 khi quân đội Romania rút đi.
Lực lượng quân đội cánh hữu Hungary, lãnh đạo bởi cựu Đô đốc Áo-Hungary Miklós Horthy, tiến vào Budapest ngay sau khi quân đội Romania rút đi và lấp đầy chỗ trống của quyền lãnh đạo nhà nước. Vào tháng 1 năm 1920, bầu cử diễn ra để bầu một quốc hội đa nguyên. Đô đốc Horthy được bầu vào chức thủ tướng, do đó đã phục hồi lại chính thức hoàng gia Hungary. Tuy nhiên, không còn có "Vua của Hungary" nữa mặc cho các cố gắng của nhà cai trị Habsburg trước đó để trở lại vị trí nắm quyền. Horthy đã nắm quyền thủ tướng cho đến 16 tháng 10 năm 1944. Nhưng sau năm 1932, các xu hướng độc tài đã dần dần trở lại vì ảnh hưởng của chủ nghĩa Phát xít và Đại khủng hoảng.
Vào 4 tháng 6 năm 1920, Hòa ước Trianon được ký kết, thiết lập các đường biên giới của Hungary. Hungary mất 71% lãnh thổ và khoảng 66% dân số. Khoảng 1/3 dân số Magyar trở thành dân tộc thiểu số ở các nước lân cận. Hungary cũng bị mất cảng biển duy nhất tại Fiume (ngày nay là Rijeka). Do đó, chính trị Hungary và văn hóa thời kỳ giữa hai cuộc thế chiến bị ảnh hưởng lớn bởi chủ nghĩa khôi phục lại tổ quốc trong quá khứ. Xuyên suốt thời kì này kinh tế Hungary hết sức mất ổn định, tuy trở nên phồn thịnh sau chiến tranh nhưng lại tổn thất nặng trong và sau Đại khủng hoảng, và ổn định chỉ hơi ổn định một chút trước khởi đầu của Chiến tranh thế giới thứ hai. Nước này xích lại gần hơn các quốc gia phát xít Đức và Ý trong những năm của thập kỉ 1930 với cố gắng làm đảo ngược một số hậu quả của Hòa ước Trianon, với việc một số lãnh thổ bị mất trước kia được Đức và Ý nhượng lại cho Hungary.

## Hungary trong Thế chiến thứ hai
Vào năm 1941, Hungary tham dự cuộc xâm lược Nam Tư, chiếm được một số đất đai và tham dự vào Phe Trục trong quá trình đó (để phản đối, thủ tướng Pál Teleki đã tự sát). Vào 22 tháng 6 năm 1941, khi quân Đức xâm lược Liên Xô trong Chiến dịch Barbarossa, Hungary cũng tuyên chiến với Liên Xô vào ngày 26 tháng 6, tham dự Thế chiến thứ hai. Vào cuối năm 1941, quân Hungary ở Mặt trận phía đông đã chiến thắng tại Trận Uman. Đến năm 1943, sau khi Tập đoàn quân số 2 của Hungary chịu thất bại nặng nề trong trận chiến tại sông Don, nhà nước Hungary tìm cách thương lượng đầu hàng quân Đồng Minh. Vào ngày 19 tháng 3 năm 1944, để đối phó với sự trở mặt này, quân Đức lặng lẽ chiếm Hungary trong Chiến dịch Margarethe. Trong khi quân Đức chiếm đóng vào tháng 5-6 năm 1944, Đảng Mũi tên Chữ thập và cảnh sát Hungary đã trục xuất gần 440.000 dân Do Thái, đa số là đến trại tập trung Auschwitz.
Nhưng đến khi đó thì người Hungary không còn muốn làm vệ tinh cho nước Đức. Vào ngày 15 tháng 10 năm 1944, Horthy đã cố gắng yếu ớt để đưa đất nước ra khỏi cuộc chiến. Lúc này quân Đức mở Chiến dịch Panzerfaust và Horthy được thay thế bởi một nhà nước bù nhìn dưới quyền thủ tướng thân Đức Ferenc Szálasi. Szálasi và Đảng Mũi tên Chữ thập thân phát xít của ông ta trung thành với quân Đức cho đến hết cuộc chiến. Vào cuối năm 1944, quân Hungary ở Mặt trận phía Đông lại chiến thắng một lần nữa ở trận đánh Debrecen. Tuy nhiên, thắng lợi nhỏ bé đó không đủ để ngăn cản đà tiến quân của Hồng quân Xô viết vào Hungary và sự sụp đổ của nhà nước Hungary thân Phát xít sau trận đánh Budapest. Trong suốt cuộc chiến, Hungary đã bị thiệt hại nặng nề và tổn thất 60% nền kinh tế làm tổn thất nhiều nhân mạng. Vào 13 tháng 2 năm 1945, thành phố thủ đô Hungary đầu hàng không điều kiện. Vào 8 tháng 5 năm 1945, Thế chiến thứ hai ở châu Âu chính thức chấm dứt.

## Thời đại Xô viết 1945-1989
Sau khi Phát xít Đức thất bại, quân đội Xô viết đã chiếm đóng hầu hết đất nước và qua ảnh hưởng của họ Hungary dần dần trở thành một nước cộng sản thân cận với Liên Xô. Sau năm 1948, lãnh đạo Cộng sản Mátyás Rákosi đã thiết lập chế độ theo kiểu Stalin với bắt buộc hợp tác xã hóa và kinh tế kế hoạch. Sự cầm quyền của nhà nước Rákosi đã vượt quá sức chịu đựng của người dân Hungary sau chiến tranh. Điều này đã dẫn tới cuộc chính biến tại Hungary 1956 và Hungary tạm thời rút lui khỏi khối Hiệp ước Warszawa. Liên Xô đã trả đũa mạnh mẽ với biện pháp vũ trang, gửi trên 150.000 quân và 2.500 xe tăng. Gần một phần tư triệu người đã bỏ chạy khỏi đất nước trong khoảng thời gian ngắn khi các biên giới để ngỏ vào năm 1956. Từ những năm thập niên 1960 đến cuối những năm thập niên 1980, Hungary thường được gọi một cách mỉa mai là "trại lính vui vẻ nhất" bên trong khối Đông Âu. Điều này xảy ra dưới thời cầm quyền độc đoán của nhà lãnh đạo mà vai trò còn nhiều tranh cãi, János Kádár. Người lính Xô viết cuối cùng rời đất nước Hungary vào năm 1991 và kết thúc sự hiện diện của quân đội Liên Xô ở Hungary.

## Cộng hòa Hungary 1989-đến nay
Trong cuối thập kỉ 1980, Hungary đã dẫn đầu phong trào giải tán Hiệp ước Warszawa và chuyển sang một thể chế dân chủ nhiều ứng cử viên. Điều này nghĩa là mặc dù có nhiều ứng cử viên, đảng cộng sản, MSZMP, vẫn không được đem ra bàn cãi. Tuy nhiên, các ứng cử viên độc lập được bầu lên để phản đối lại đảng. Vào thời điểm đó, áp lực cải cách tăng dần từ bên trong đảng. Họ cũng di chuyển về phía một nền kinh tế thị trường. Vào 23 tháng 10 năm 1989, Mátyás Szűrös tuyên bố Cộng hòa Hungary thứ III và trở thành tổng thống lâm thời. Bầu cử tự do ở Hungary diễn ra lần đầu tiên vào năm 1990. Theo sau sự sụp đổ của Liên Xô vào năm 1991, Hungary phát triển một mối quan hệ gần hơn với Tây Âu cũng như các nước Trung Âu. Nước này trở thành một thành viên của nhóm Visegrad vào năm 1991, gia nhập NATO năm 1999, và trở thành một nước thành viên của Liên minh châu Âu vào 1 tháng 5 năm 2004.